# Società Sportiva Trani 1940-1941
Questa voce raccoglie le informazioni riguardanti la Società Sportiva Trani nelle competizioni ufficiali della stagione 1940-1941.

## Rosa
| N. |                   | Ruolo | Calciatore            |
| -- | ----------------- | ----- | --------------------- |
|    | Italia (bandiera) | A     | Giuseppe Adduel       |
|    | Italia (bandiera) | C     | Alessandro Balabano   |
|    | Italia (bandiera) | C     | Emanuele Bevilacqua   |
|    | Italia (bandiera) | C     | Giordano Bruno        |
|    | Italia (bandiera) | D     | Vincenzo Cirone       |
|    | Italia (bandiera) | D     | Paquale Colaianni     |
|    | Italia (bandiera) | A     | Domenico Croce        |
|    | Italia (bandiera) | D     | Giuseppe Di Bisceglie |

| N. |                   | Ruolo | Calciatore         |
| -- | ----------------- | ----- | ------------------ |
|    | Italia (bandiera) | A     | Alessandro Duè     |
|    | Italia (bandiera) | P     | Aldo Molinari      |
|    | Italia (bandiera) | C     | Agostino Nielto    |
|    | Italia (bandiera) | D     | Giovanni Palmieri  |
|    | Italia (bandiera) | C     | Attilio Parise     |
|    | Italia (bandiera) | A     | Guglielmo Puzzo    |
|    | Italia (bandiera) | D     | Antonino Tranchina |
|    | Italia (bandiera) | P     | Giuseppe Travisani |